# Bunodosoma cavernatum
Bunodosoma cavernatum is een zeeanemonensoort uit de familie van de Actiniidae. De wetenschappelijke naam van de soort is voor het eerst geldig gepubliceerd in 1802 door Bosc.